# Melloria
Genre
Synonymes
- Cracticus Vieillot, 1816[2]
- Bulestes Cabanis, 1851[2]
- Craticus Eyton, 1841[2]
- Gymnorrhina Reichenbach, 1845[2]

Melloria est un genre monotypique de passereaux de la famille des Artamidae. Il comprend une seule espèce de cassicans.

## Répartition
Ce genre se trouve à l'état naturel en Nouvelle Guinée et dans le Nord de l'Australie.

## Liste alphabétique des espèces
Selon la classification de référence du Congrès ornithologique international (version 8.2, 2018) :
- Melloria quoyi (Lesson, R & Garnot, 1827) — Cassican des mangroves
  - Melloria quoyi quoyi (Lesson, R & Garnot, 1827)
  - Melloria quoyi spaldingi (Masters, 1878)
  - Melloria quoyi alecto (Schodde & Mason, IJ, 1999)
  - Melloria quoyi jardini (Mathews, 1912)
  - Melloria quoyi rufescens (De Vis, 1883)